# パガーニ
パガーニ（伊: Pagani）は、イタリア共和国カンパニア州サレルノ県にある、人口約36,000人の基礎自治体（コムーネ）。

## 地理

### 位置・広がり

#### 隣接コムーネ
隣接するコムーネは以下の通り。
- ノチェーラ・インフェリオーレ
- サン・マルツァーノ・スル・サルノ
- サン・ヴァレンティーノ・トーリオ
- サンテジーディオ・デル・モンテ・アルビーノ
- トラモンティ

## スポーツ

### サッカー
プロサッカークラブとしてパガネーゼ・カルチョがある。